# Mała Kurtiaska
Mała Kurtiaska (ukr. Мала Куртяска) – szczyt o wysokości 1644 m n.p.m. (według innych źródeł 1652 m n.p.m.) znajdujący się w południowo-wschodniej części rejonu tiaczowskoego obwodu zakarpackiego na południowy wschód od wsi Brustury w zachodniej części głównego grzbietu Świdowca.
Na jej zachodnich i południowo-wschodnich stokach występują znaczne stromizny. Na zachód od Małej Kurtiaski znajduje się szczyt Ungariaska (1707 m n.p.m.), a na południowy wschód Wełyka Kurtiaska (1621 m n.p.m.). W kotlince na wschód od szczytu znajdują się źródła rzeki Mała Szopurka. Znaczne połacie góry zajmuje połonina.